# Schöffenhaus (Koblenz)

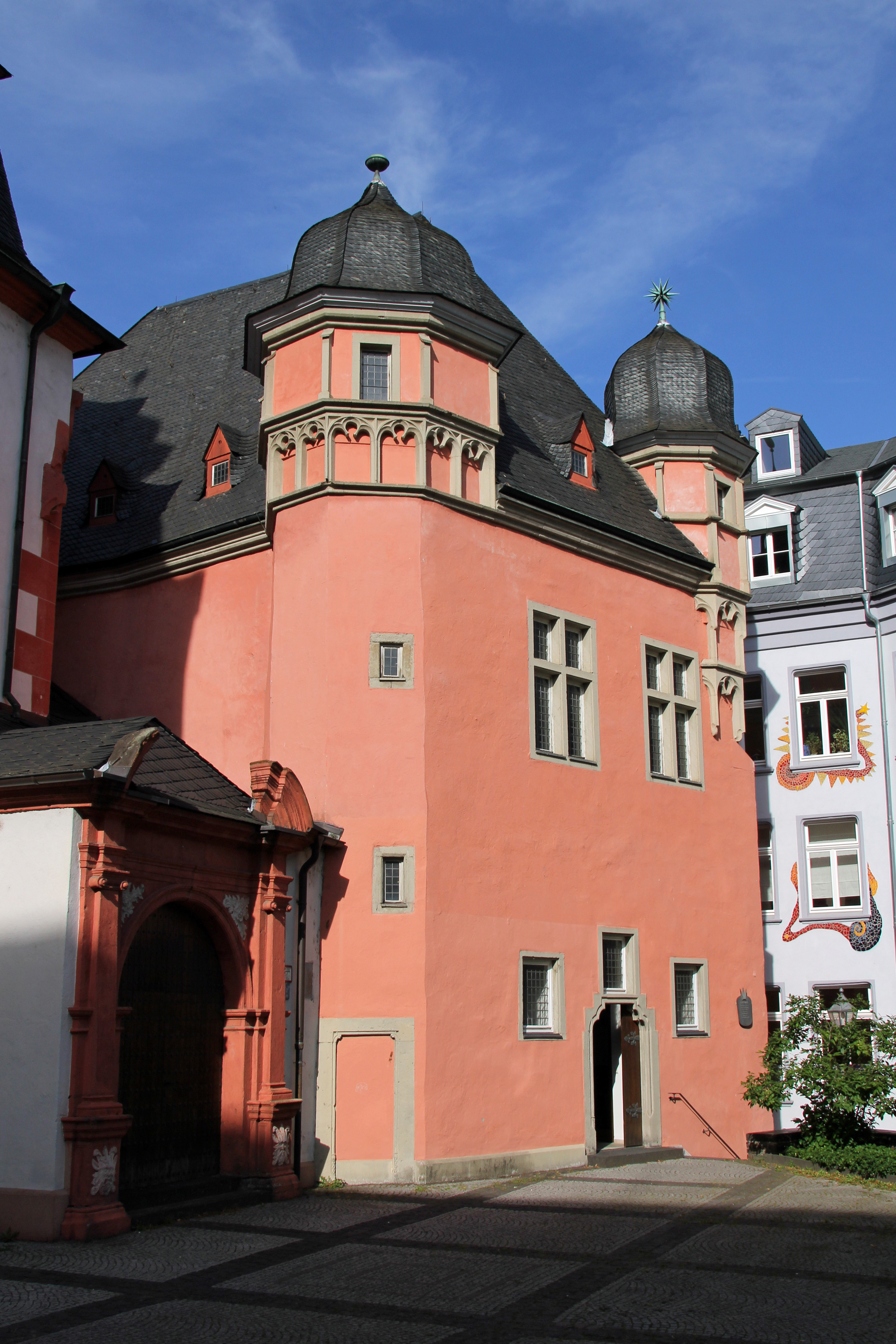
Die Frontseite des Schöffenhauses am Florinsmarkt

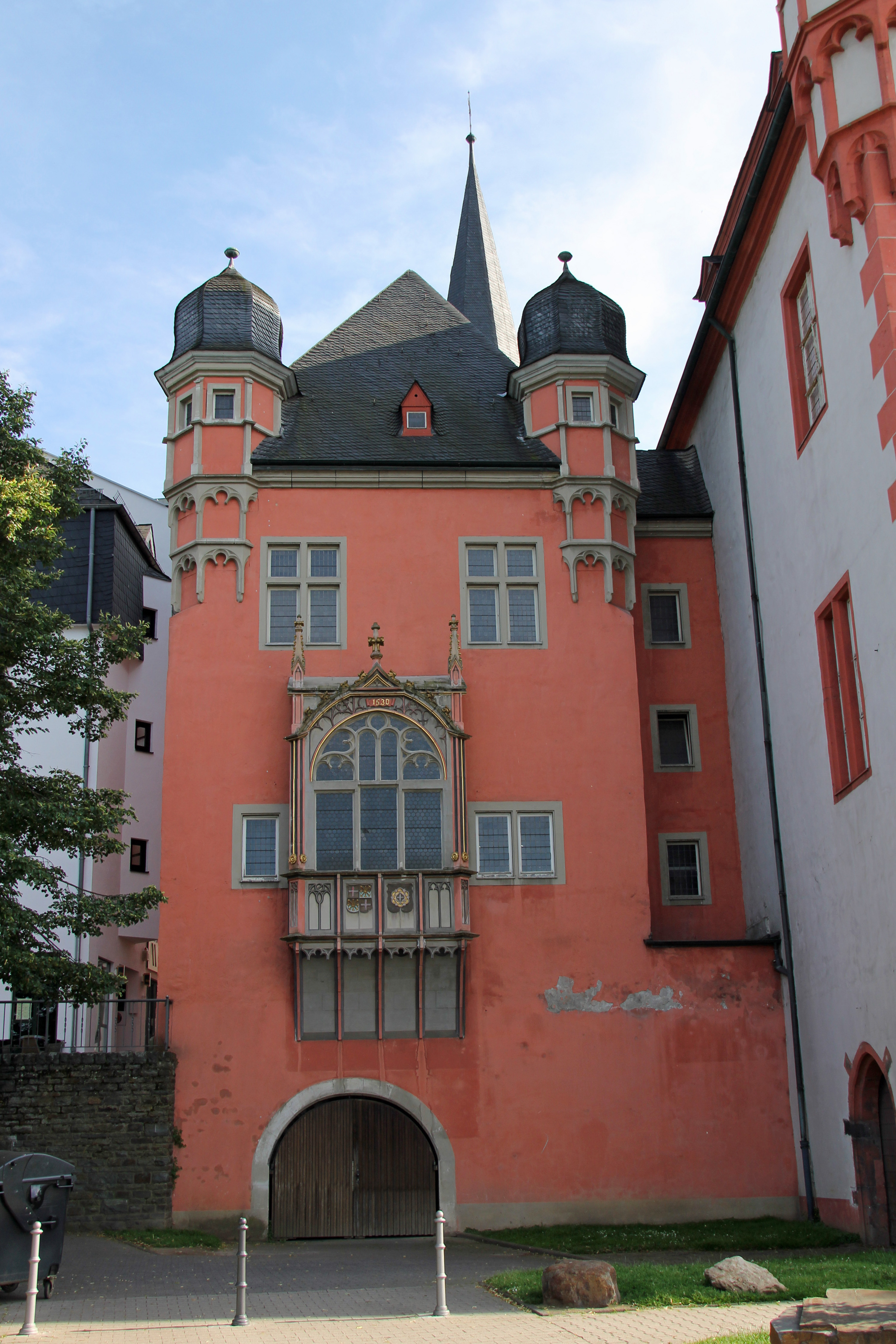
Die Moselseite des Schöffenhauses mit dem Erker

Das Schöffenhaus war der Sitz des kurtrierischen Schöffengerichts für die Stadt Koblenz. Das von 1528 bis 1530 im spätgotischen Stil erbaute Gebäude beherbergte bis 2013 einen Teil des Mittelrhein-Museums. Es bildet zusammen mit dem Bürresheimer Hof, dem Alten Kaufhaus und der Florinskirche ein Ensemble aus vier historischen Gebäuden am Florinsmarkt.

## Geschichte
Das Schöffenhaus wurde unter Kurfürst Richard von Greiffenklau zu Vollrads von 1528 bis 1530 direkt neben dem Alten Kaufhaus am Moselufer errichtet. Das Gebäude entstand oberhalb an der zur Stadtmauer gehörenden Holzpforte und über einer der beiden abgemauerten Zu- und Abfahrten. Es spiegelt mit seinen Erkertürmchen den wehrhaften Charakter eines Stadttores wider.
Zu Beginn der französischen Zeit (1794–1814) wurde in dem Gebäude zunächst das Friedensgericht, 1804 das Pfandhaus, von 1804 bis 1813 eine Freimaurerloge und danach wieder das Friedensgericht untergebracht. Ab 1819 wurde es einem Frauenverein zur Eröffnung einer Freischule überlassen. Nachdem es 1887 in das Eigentum der Stadt Koblenz übergegangen war, wurde es bis 1919 vom Kunstgewerbe- und Altertumsverein, danach von der Stadtverwaltung genutzt.
Bei den Luftangriffen auf Koblenz 1944 wurde das Schöffenhaus zerstört, es brannte bis auf die Mauern nieder. Der Wiederaufbau erfolgte 1962 bis 1965 nach Plänen des Trierer Baurats Heinrich Otto Vogel (1898–1994), um einen Teil des Mittelrhein-Museums unterbringen zu können.
Im Jahre 2013 verkaufte die Stadt Koblenz das Schöffenhaus gemeinsam mit dem Bürresheimer Hof, dem Alten Kaufhaus und dem Dreikönigenhaus an einen Privatinvestor (ISSOflorinsmarkt GmbH & Co. KG), der die Gebäude sanieren und dann ein hochschulnahes Institut unterbringen will.

## Bau
Der spätgotische Bau wurde mit schmalen zweiachsigen Fronten aus schiefrigem Bruchstein errichtet. Über den Ecken befinden sich vier achteckige, zweistöckige Ecktürmchen mit Glockendächern. Das breitere Türmchen in der Südwestecke schließt den eingebauten Treppenturm ab. Das Obergeschoss hat große Kreuzstockfenster mit Basaltrahmen und Bleiverglasung. Auf der Moselseite wurde nach der Zerstörung im Zweiten Weltkrieg der Rechteckerker auf breiten, durch gekehlte Rippen geteilten Konsolen rekonstruiert. In den mittleren Feldern des Erkers befinden sich das Wappen des Trierer Kurfürsten Richard von Greiffenklau zu Vollrads und die Schöffenrose, im oberen Bereich steht die Jahreszahl 1530. Im tonnengewölbten Keller sind Reste der ehemaligen Zufahrt und der Holzpforte erhalten geblieben. Das Sterngewölbe im Erdgeschoss wurde beim Wiederaufbau im Stil der Spätgotik nachgebildet. Die darüber liegenden Räume wurden modern gestaltet.

## Denkmalschutz
Das Schöffenhaus ist ein geschütztes Kulturdenkmal nach dem Denkmalschutzgesetz (DSchG) und in der Denkmalliste des Landes Rheinland-Pfalz eingetragen. Es liegt in der Denkmalzone Altstadt.
Seit 2002 ist das Schöffenhaus Teil des UNESCO-Welterbes Oberes Mittelrheintal.